# 喀什黄堇
喀什黄堇（学名：Corydalis kashgarica）为罂粟科紫堇属下的一个种。

## 扩展阅读
- 維基物種上的相關：喀什黄堇